# Дойче Банк
„Дойче банк“ (на немски: Deutsche Bank AG) е една от най-големите търговски банки в Европа (пазарна капитализация за 2017 около 28 милиарда евро).
Активите ѝ са 1,59 трлн. евро, което е около 50% от размера на германската икономика. Банката е 2-ра по раздадени кредити и 3-та най-слабо капитализирана сред 10-те най-големи европейски банки. „Дойче банк“ е на трето място по брой клиенти в Германия с 24 млн. клиенти (декември 2009).
През 2008 г. „Дойче банк“ отчита загуба за първи път след 1958 г. Въпреки това банката се справя със Световната финансова криза между 2008 и 2011 година, без да се възползва от държавна помощ. Тя е и една от трите банки, които консултират Гърция относно доброволната замяна на държавни облигации с нови книжа по време на финансовата криза в страната, започнала през 2010 година.
Дългосрочният кредитен рейтинг на немската банка в края на третото тримесечие на 2011 г. е A+ (Standard & Poor's), Aa3 (Moody's Investors Service) и AA– (Fitch).
През 2011 г. в „Дойче банк“ работят 102 073 души (преизчислени към пълен работен ден), от които 48 576 в Германия. Банката има 3090 представителства, от които 2071 в Германия.
Оборотът на банката за периода януари-септември 2011 г. е 26,330 млрд. евро, а печалбата след данъци – 4,140 млрд. евро.

## Ръководители
Йозеф Акерман е първият чужденец, който ръководи Дойче Банк. 

## Дойче банк и България
„Дойче банк“ има икономически отношения с България от преди 1890 г. През 1905 г. „Дойче банк“ е главен акционер в новооснованата „Кредитна банка“ със седалище в София и филиали в Пловдив, Русе, Варна и Бургас, която през 1941 г. е преименувана на „Германско-българска кредитна банка“. През 1908 г. банката загубва контрола си над Източните железници.
През 2001 г. „Дойче банк“ е най-големият кредитор на България, с дадени кредити в размер на 5 млрд. щатски долара, което се равнява на около половината от външния дълг на страната. Същата година банката декларира интерес към приватизацията на БТК и Булгартабак. 
От юли 2006 г. банката има представителство в България, а приоритетните ѝ области са подготовка и финансиране на мащабни инфраструктурни проекти, предоставяне на финансови услуги на частни компании и услуги към индивидуални клиенти за управление на лични активи.

## Скандали
През 2010 г. банката постига договорка с прокуратурата в Манхатън, Ню Йорк, САЩ, по обвинението, че е помогнала на над 2100 клиенти между 1996 г. и 2002 г. да укрият приходи.